# Pfarrkirche Ternberg

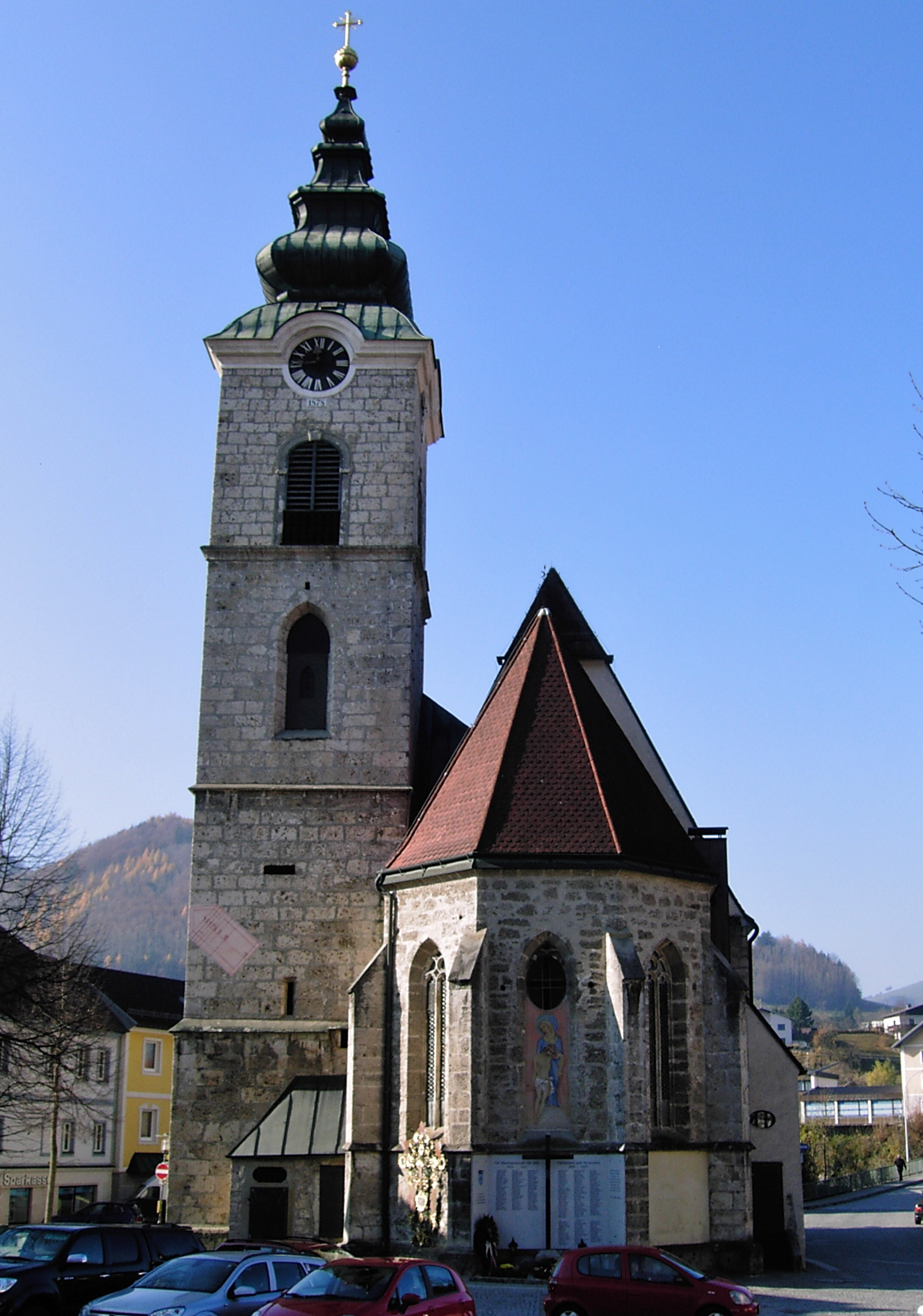
Kath. Pfarrkirche Hll. Petrus und Paulus in Ternberg

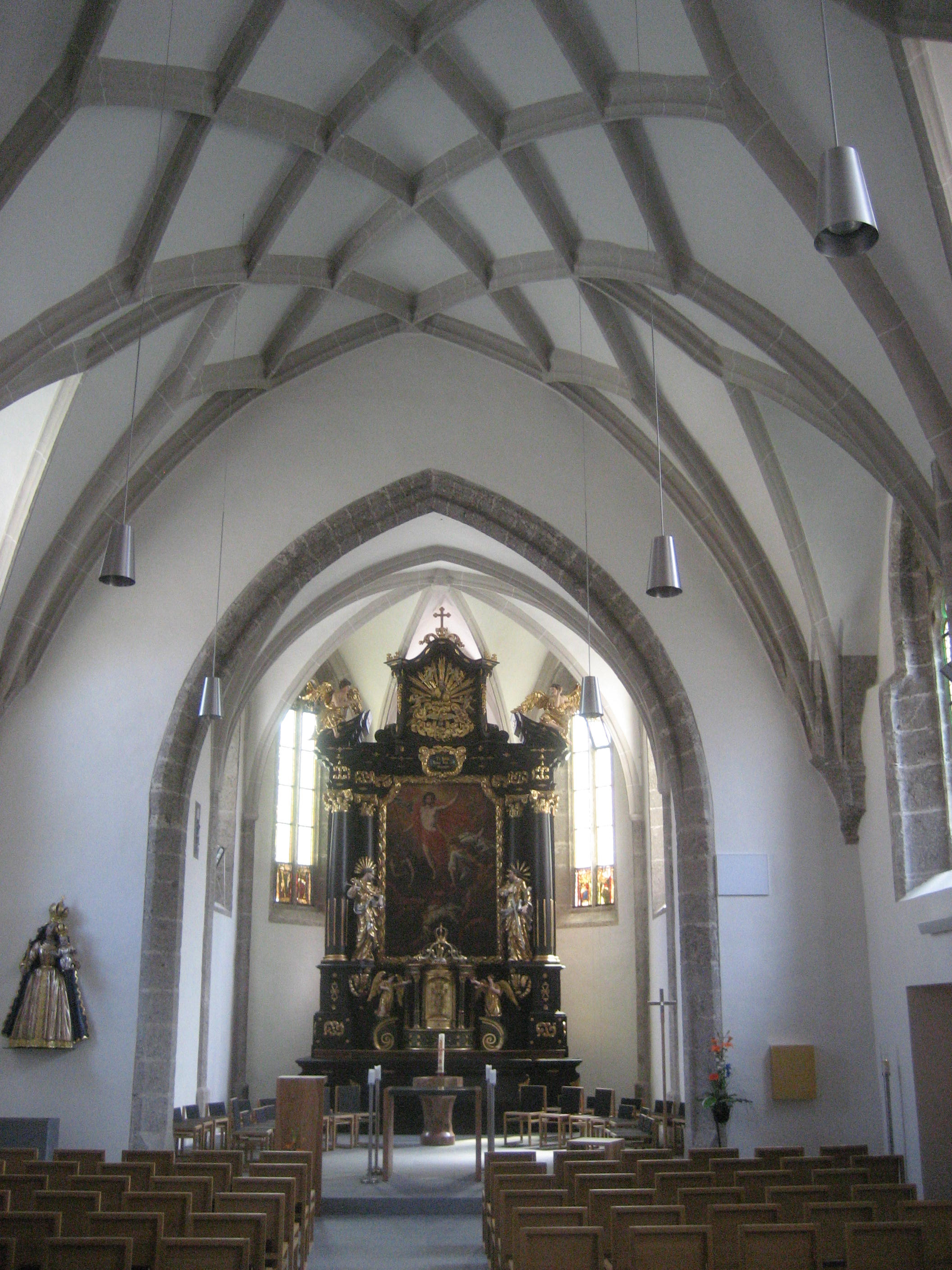
Innenansicht

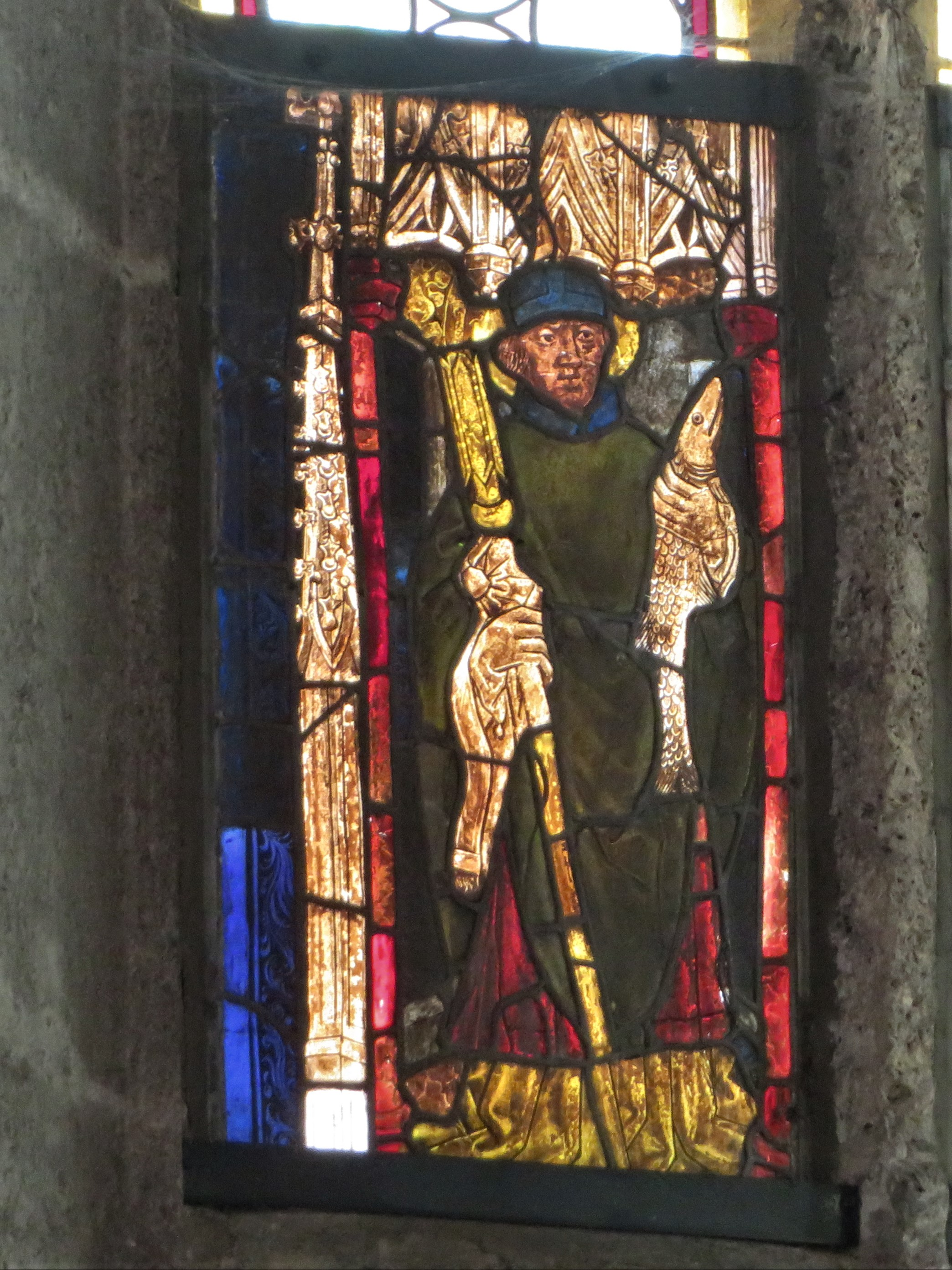
Abt Berthold

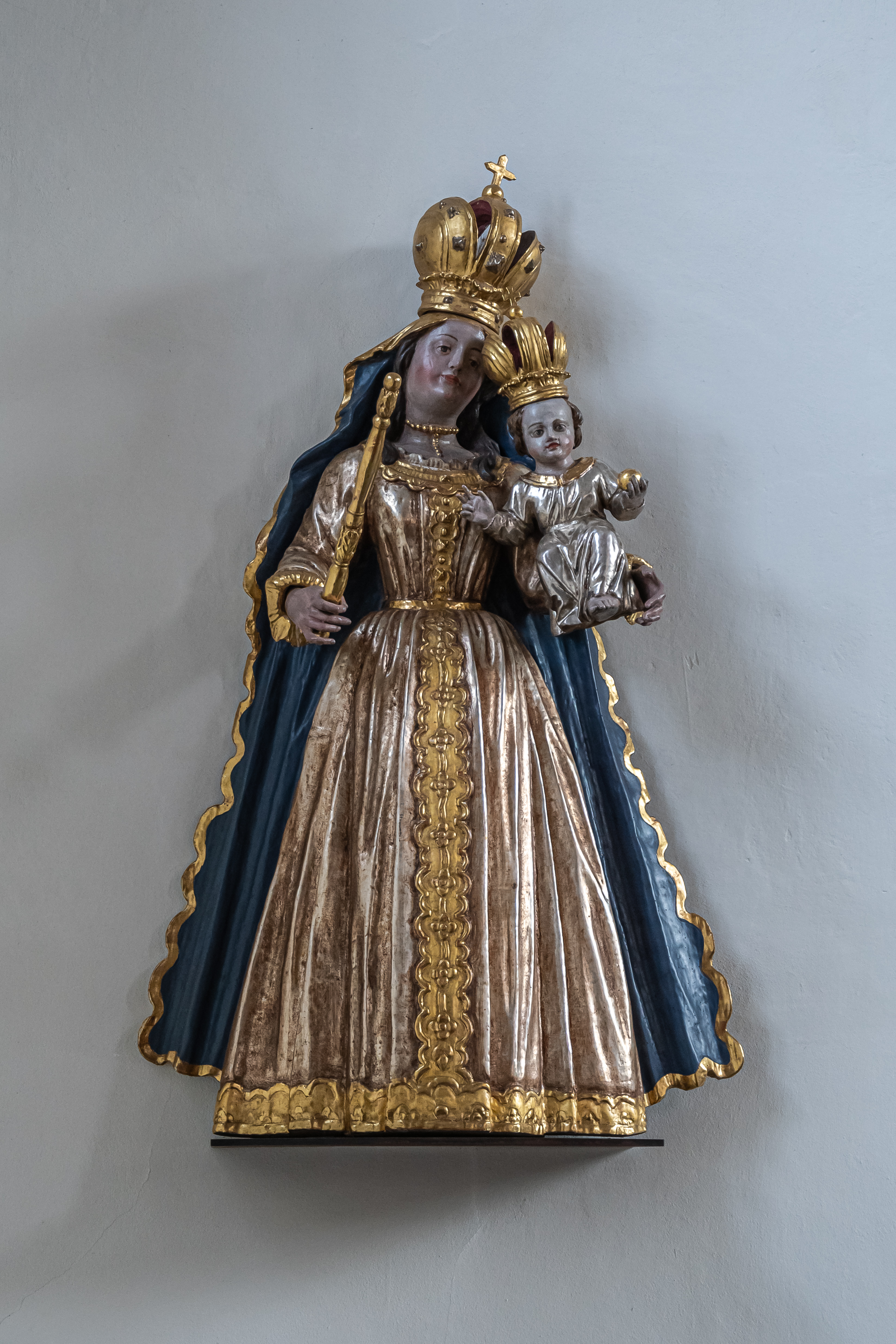
Madonna mit Kind

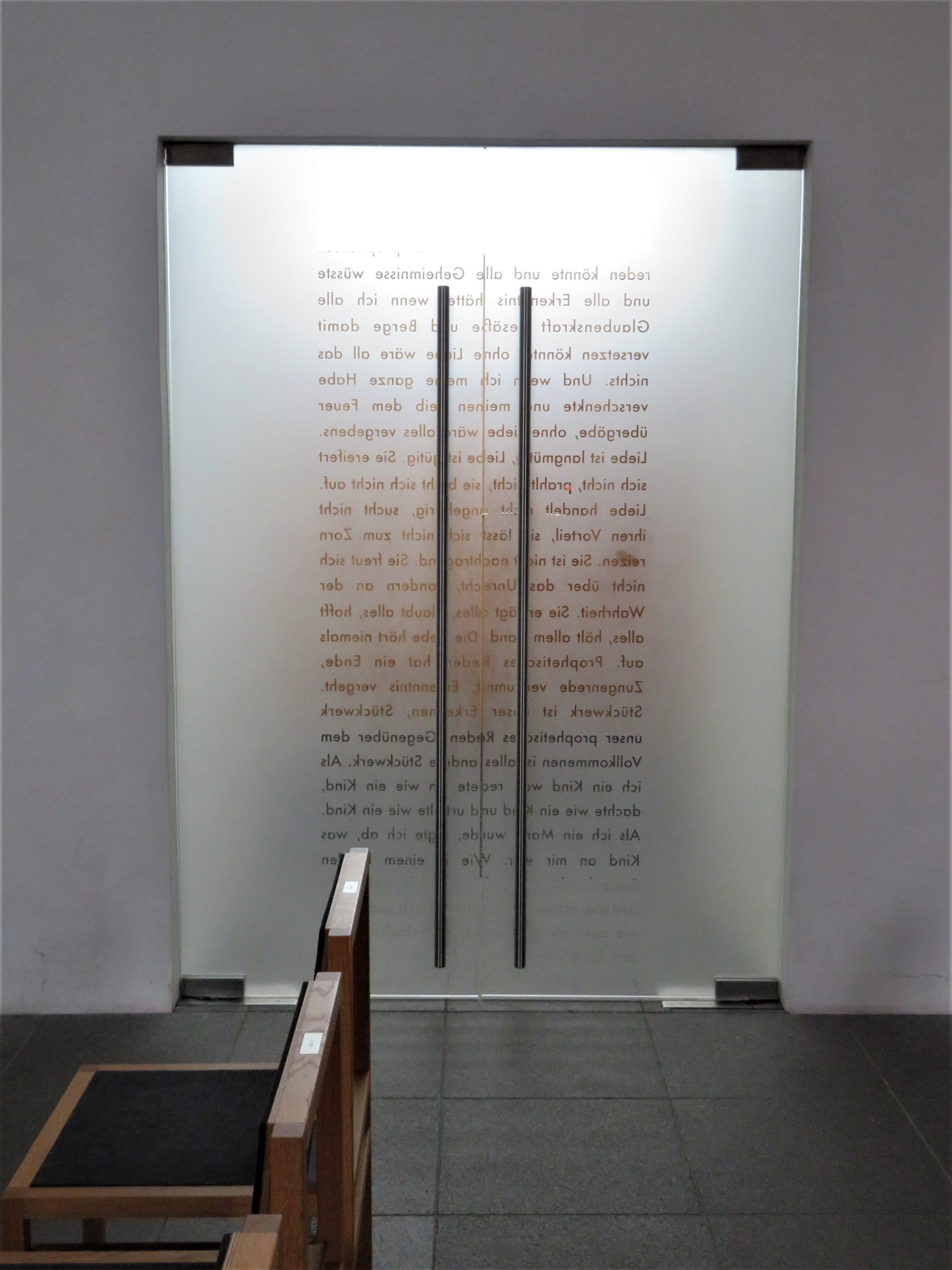
Das Paulustor mit Bibelversen

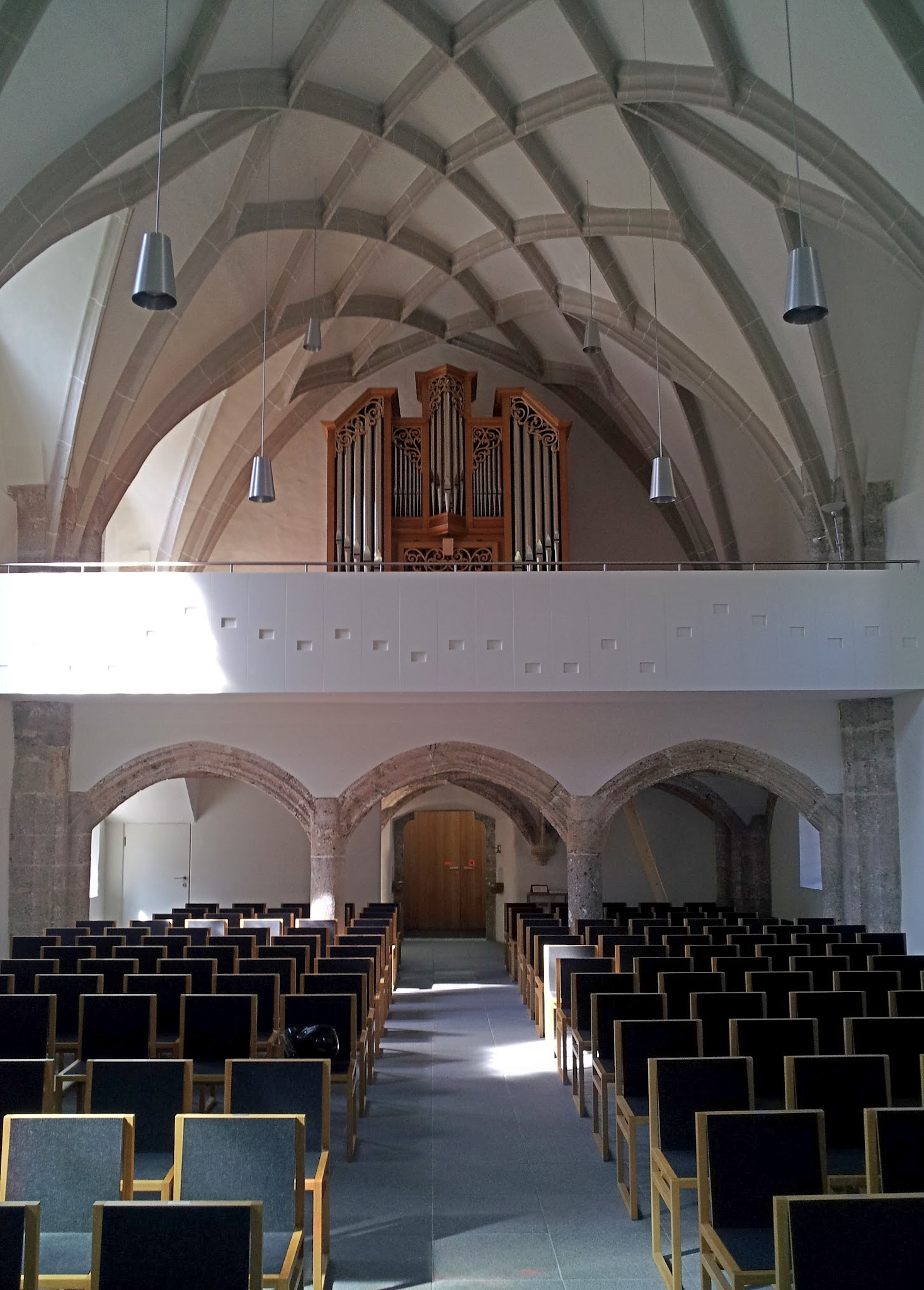
Westempore mit Orgel

Die römisch-katholische Pfarrkirche Ternberg mit dem Patrozinium hl. Petrus und Paulus  steht im Ortszentrum der Gemeinde Ternberg im Bezirk Steyr-Land in Oberösterreich. Seit dem 1. Jänner 2023 gehört Ternberg als eine von 9 Pfarrteilgemeinden zur Pfarre Ennstal der Diözese Linz. Das Kirchengebäude steht unter Denkmalschutz.

## Lage
Das geostete Kirchengebäude steht im Zentrum des Ortes Ternberg und wird von Westen über die Ennsbrücke direkt erreicht. Der Kirchplatz wird auf der Nord- und Südseite von einer gepflasterten Straße mit Wohn- und Geschäftshäusern eingefasst und im Osten durch die in Nord-Süd-Richtung verlaufende Hauptstraße begrenzt.

## Geschichte
Erstmalige Erwähnung fand die Kirche Ternberg bereits im 12. Jahrhundert als Kirche zum hl. Veit in Terniperch. Damals war die Kirche Besitztum des Klosters Garsten und ist noch heute mit dem Stift Garsten eng verbunden, das 1082 vom steirischen Markgrafen Ottokar II. gegründet wurde. Sein Enkel, der steirische Markgraf Ottokar III., bestätigte dies im Jahre 1143 mit Nennung als Kirche zum hl. Veit in Dernberc.
Anlässlich einer Restaurierung im Jahre 1884 wurde deutlich, dass die Kirche seit ihrem Bau nur aus dem jetzigen Presbyterium bestanden hat. Bei der Entfernung der Seitenaltäre wurde gut erhaltener Mauerverputz entdeckt, woraus man schließen konnte, dass an dieser Stelle die westliche Kirchenmauer gestanden hat. Während der Zeit der Gotik wurde das Kirchengebäude immer mehr erweitert.
Im Jahre 1309 stiftete der adelige Steyrer Bürger Cuntz von Stegen an der Kirche zwei Güter zur Abhaltung einer Messe. Seitdem wurde auch von Dernberger Pfarr gesprochen. Pfarrer Hyeronimus wurde im Jahre 1464 als erster in Ternberg wohnhafter Pfarrer erwähnt, der zudem auch als großer Wohltäter der Pfarre gilt. Aus etwa dieser Zeit stammen die im Chorraum befindlichen kostbaren Glasfenster.
Mit dem Pfarrer Anton Brundorfer hat um 1550 auch in Ternberg die Reformation Einzug gehalten. Er vertrat die Lehren Luthers und nahm 1559 als verheirateter Kleriker das Amt des Abtes von Garsten auf. Damit haben sich tiefgreifende Veränderungen am Kirchengebäude vollzogen. Es wurde 1557 auf seine heutige Höhe ausgebaut und das spätgotische Netzgewölbe bzw. Eigewölbe errichtet. Die am Aufzugbaum unter dem Dach befindliche Jahreszahl 1557 lässt auf die neue Eindachung schließen. Die heute vermauerten, alten Rundbogenfenster an der Südseite bezeugen die stetigen baulichen Erweiterungen und Erhöhungen der Kirche dieser Zeit.
Aufgrund der Abwanderung nach Garsten und des Dreißigjährigen Krieges in der 1. Hälfte des 17. Jahrhunderts kam es fortwährend zu raschen Pfarrerwechseln.
Der 1449 erstmals erwähnte Pfarrhof zu Ternberg, der im Breitenfurt gelegene Schöckhof, wurde 1649 zwischen der Herrschaft Steyr und dem Stift Garsten gegen das Gut zu Haslach getauscht. Weiterhin wurde versucht, den Pfarrhof immer dichter an die Kirche zu legen, so wurde ihr 1652 das Peilsteingut (heute Alter Pfarrhof) gewidmet. Etwa zur selben Zeit zeugen Berichte von einem Pfarrhofbrand, bei dem Trauungs-, Toten- und Taufbücher verloren gingen. Nach einem Neuaufbau des Pfarrhofs durch Gotthardt Paltinger 1656 und einem weiteren Pfarrhofbrand wurde er in seiner heutigen Form von Pfarrer Cajetan 1741 wiederaufgebaut.
Aufgrund der Gegenreformation Ende des 17. und Anfang des 18. Jahrhunderts wurde die Innenausstattung der Kirche barockisiert. Im Jahre 1688 wurde unter den Pfarrern Viktorin Wascher und Coelestin von Hohenwarth ein neuer Hochaltar errichtet. Spätestens zu dieser Zeit wurden die beiden Apostelführer Petrus und Paulus die Kirchenpatrone, zu einem früheren unbekannten Zeitpunkt wurde St. Vitus als Patron von Hl. Simon und Hl. Juda abgelöst.
Ein Stich von Johann Karl von Reslfeld gegen Ende des 17. Jahrhunderts zeigt, dass der Kirchturm 1752 um 10 Meter erhöht und von einem birnenförmigen Giebeldach bedeckt wurde. Nach einem Blitzeinschlag 1839 bekam das Turmdach 1879 seine heutige Form.
Im Jahre 1829 wurde der sich bis dahin um die Kirche erstreckende Friedhof wegen Geruchsbelästigung an seine heutige Stelle verlegt.
Pfarrer und erster Bürgermeister Ternbergs Wolfgang Forster begann 1850 bis 1852 mit der Renovierung von Altar und Kanzel in einfachem Schwarz und Gold. Zugunsten unbedeutender neugotischer Arbeiten wurden Seitenaltäre und Kanzel 1884 unter Pfarrer Karl Pölzl ersetzt.
Im Jahre 1948 wurde in den Kirchturm ein Vier-Glocken-Geläut aus der installiert.
Die neogotische Einrichtung der Kirche wurde in den Jahren 2008 und 2009 nach Plänen des Architekten Thomas Pauli und einem Konzept des Künstlers Leo Zogmayer grundlegend umgestaltet und modernisiert. Die Empore wurde im Zuge der Modernisierungsmaßnahmen um einige Meter zurückversetzt und mit einer Verkleidung aus weißen Platten versehen, die das Notenbild eines Kirchenliedes tragen.
Bis zum 31. Dezember 2022 bildete Ternberg zusammen mit den Pfarren Laussa, Losenstein und Reichraming den Seelsorgeverband Ternberg im Dekanat Weyer.

## Architektur

### Außenbeschreibung
Der Zugang zur Kirche ist über zwei Portale möglich, die nach den beiden Kirchenpatronen benannt sind. Das Westportal mit einem gotischen Torbogen und einer modernen Tür aus Eichenholz, auch „Petrustor“ genannt, bildet seit Jahrhunderten den Haupteingang zur Kirche. Auf den Glastüren des auf der Südseite gelegenen, sogenannten „Paulustores“, das nach den Gottesdiensten als Ausgangstor genutzt wird, finden sich Verse aus dem Hohen Lied der Liebe des Apostels Paulus aus seinem 1. Brief an die Korinther.
Der barocke Kirchturm mit einem barocken Helm von 1757 und einer Sonnenuhr steht im südlichen Chorwinkel.
An der südöstlichen Außenwand des Chores befindet sich ein Rokoko-Schmiedeeisenkreuz aus dem dritten Viertel des 18. Jahrhunderts. Das Kriegerdenkmal für die Gefallenen des Ersten und Zweiten Weltkrieges mit Pietà an der östlichen Außenwand des Chores wurde am 14. Juni 1953 eingeweiht und 2001 erneuert. Vorgänger am selben Platz war ein 1924 eingeweihtes Denkmal für 93 Kriegsopfer des Steyrer Steinmetzmeisters Bartlhuber.

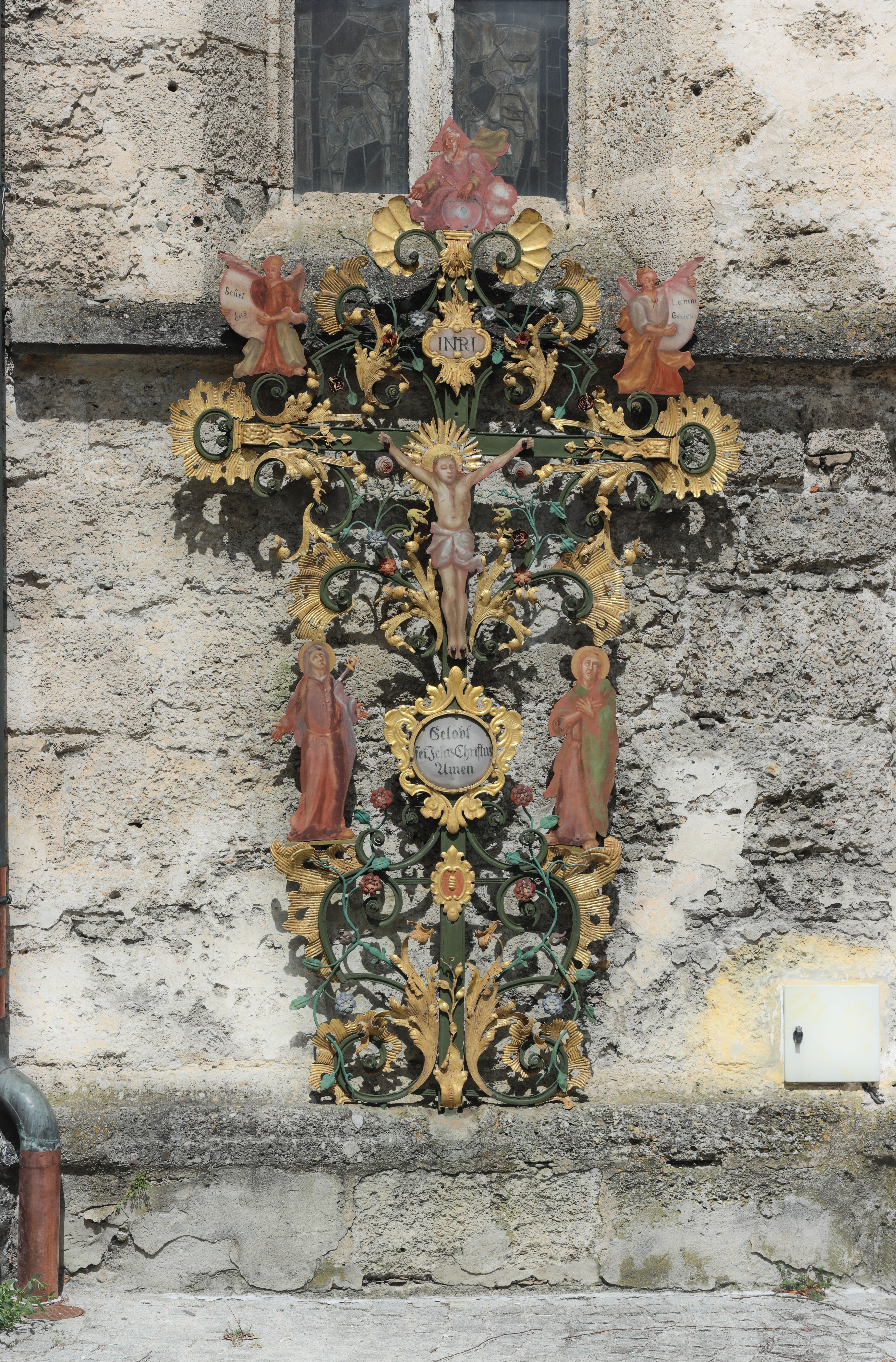
Rokoko-Kreuz
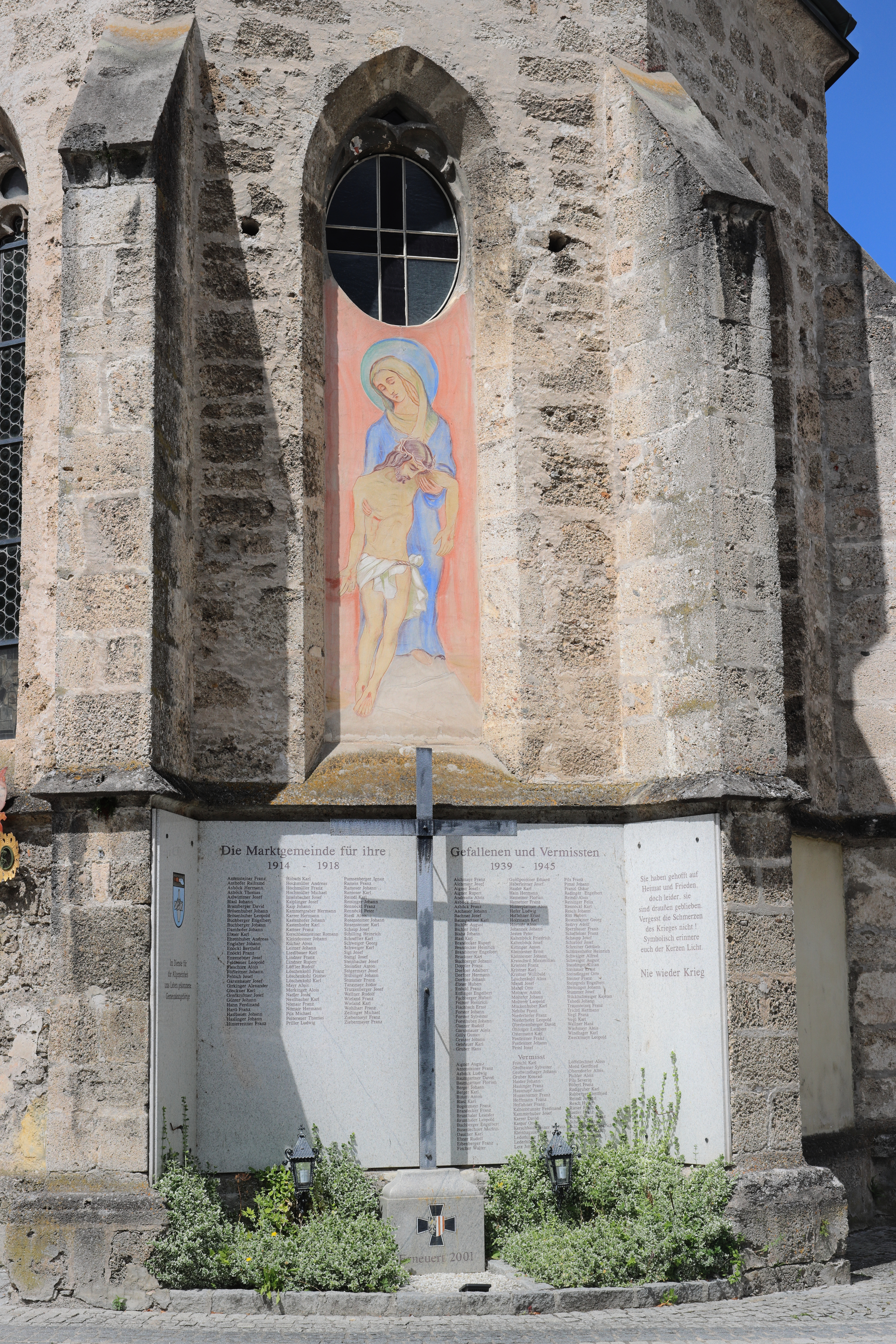
Kriegerdenkmal

### Innenbeschreibung
Der einjochige gotische Chor hat ein Kreuzrippengewölbe und einen 5/8-Schluss. Er wurde im 14. Jahrhundert errichtet. Die vier Glasgemälde der Bleiglasfenster im Altarraum sind von hoher kunsthistorischer Bedeutung. Sie stammen aus der zweiten Hälfte des 15. Jahrhunderts und zeigen vier „heilige Bischöfe“, darunter der Heilige Berthold, der erste Abt des Benediktinerstiftes Garsten, der Heilige Nikolaus und der Heilige Wolfgang.
Das vierjochige Langhaus ist einschiffig und hat ein Netzrippengewölbe mit eingezogenen Streben. Die gotische Westempore über dem Eingangsbereich ist dreiachsig und lagert auf einem Netzrippengewölbe. Auf der Empore befindet sich die Orgel.

## Ausstattung
Der barocke Hochaltar wurde in den Jahren 1688 bis 1690 von Marian Rittinger, der als Bildhauer und Laienbruder im Stift Garsten tätig war, errichtet. Nach mehrfachen Umgestaltungen stammt das aktuelle Erscheinungsbild des Altars aus dem 19. Jahrhundert. Das Altarblatt mit einer Darstellung der „Auferstehung Christi“ stammt von Johann Karl von Reslfeld, dem Hausmaler des Stifts Garsten, aus dem Jahr 1689.
Von einer ursprünglich mehrteiligen Figurengruppe aus dem 18. Jahrhundert, zu welcher auch ein Baldachin sowie Figuren der Heiligen Barbara und der Heiligen Katharina gehörten, wurde im Rahmen der letzten Umgestaltungsmaßnahmen nur die Statue der Muttergottes mit dem Kind in der Kirche belassen.
An der nördlichen Wand des Kirchenschiffs befindet sich gegenüber dem Paulustor eine Kreuzigungsgruppe sowie das Epitaph von Thomas Schrappacher aus dem Jahr 1628.
Der Ambo, der Volksaltar, der Priestersitz, das Vortragekreuz und die Bestuhlung wurden nach einem einheitlichen Gestaltungskonzept mit klaren geometrischen Formen aus Holz gefertigt. Jeder der Stühle trägt eine kleine Metallplatte mit dem Hinweis auf eine Bibelstelle im Neuen Testament.

## Glocken
Nachdem im Jahr 1917 drei Glocken für Kriegszwecke abgegeben werden mussten, wurden 1923 neue Glocken angeschafft. Auch von diesen mussten im Zweiten Weltkrieg wieder drei abgenommen werden, um eingeschmolzen zu werden. Seit 1948 befindet sich im Kirchturm der Pfarrkirche Ternberg ein Geläut aus 4 Glocken mit der Stimmung fis-a-h-d, die in der oberösterreichischen Glockengießerei St. Florian hergestellt wurden.